# Portrait de groupe avec dame (film)
Pour les articles homonymes, voir Portrait de groupe avec dame (roman).
Pour plus de détails, voir Fiche technique et Distribution.
Portrait de groupe avec dame (Gruppenbild mit Dame) est un film franco-allemand d'Aleksandar Petrović réalisé en 1976, d'après le roman de Heinrich Böll (Portrait de groupe avec dame).

## Synopsis
Le film retrace, de 1936 à 1966 à travers l'Allemagne nazie et la Seconde Guerre mondiale, trente ans de la vie tumultueuse de Léni Gruyten née en 1922.
Dans un couvent d'Allemagne, sœur Rachel passe en jugement pour avoir perverti l'âme de son élève Léni Gruyten. Léni est exclue de son école monastique. Sœur Rachel d'origine juive reste enfermée dans le couvent jusqu'à sa mort de faim et de froid. Trente ans après, un buisson de roses rouges fleurit sur sa tombe en plein hiver. S'agit-il d'un miracle ? Les religieuses soupçonnent Léni.
Pendant la guerre Léni se retrouve seule, face à l'insécurité de la vie. Vers la fin de la guerre, elle est employée d'office dans l'atelier d'un magasin de fleurs de cimetière, pour y confectionner des gerbes. Là elle s'éprend d'un prisonnier de guerre russe, Boris Koltowski. Après l'armistice, ayant été contrôlé par des soldats alliés auxquels il a présenté les faux papiers militaires allemands que lui avait procurés Léni, il est arrêté et extradé en Union soviétique où il meurt un peu plus tard dans un goulag. Léni se rend sur sa tombe où fleurit également, sous la neige, un rosier rouge.

## Fiche technique
- Titre : Portrait de groupe avec dame
- Titre allemand : Gruppenbild mit Dame
- Réalisation : Aleksandar Petrović
- Scénario : Aleksandar Petrovic, d'après le roman d'Heinrich Böll
- Photographie : Pierre-William Glenn
- Montage : Agape von Dorstewitz
- Année : 1977
- Genre : drame
- Durée : 107 minutes
- Format :
- Pays :  France  Allemagne de l'Ouest
- Tournage : du 4 octobre au 18 décembre 1976
- Date de sortie : 25 mai 1977
- Affiche : Jouineau Bourduge (France)

## Distribution
- Romy Schneider : Léni Gruyten
- Brad Dourif (VF : Dominique Collignon-Maurin) : Boris Koltowski
- Michel Galabru : Walter Pelzer
- Vadim Glowna (VF : Jean-Claude Balard) : Erhard Schweigert
- Richard Münch (VF : Claude Bertrand) : Hubert Gruyten
- Vitus Zeplichal (VF : Bernard Murat) : Heinrich Gruyten
- Milena Dravić : sœur Clémentine
- Rüdiger Vogler (VF : Jacques Balutin) : Boldig
- Fritz Schündler : Docteur Scholsdorff
- Bata Živojinović (VF : André Oumansky) : Bogakoff
- Gefion Helmke (VF : France Delahalle) : Frau Sweigert
- Wolfgang Condrus (VF : Marc de Georgi) : Fremp
- Peter Kern (VF : Serge Sauvion) : Werner Hoyser
- Dieter Schidor (VF : Philippe Ogouz) : Kurt Hoyser
- Isolde Barth (VF : Béatrice Delfe) : Lotte Hoyser
- Carl Duering : un officier français
- Kurt Raab : fonctionnaire du parti

## Sélection
- Festival de Cannes 1977 : en sélection officielle[1]